# 比佐芳武
比佐 芳武（ひさ よしたけ、本名：武久 猛〈たけひさ たかし〉、1904年1月4日 - 1981年12月17日）は、日本の元脚本家である。マキノ正博のもっとも苦しんだ若い時期に惜しみなく協力した盟友であり、「七つの顔を持つ男」で知られる片岡千恵蔵の当たり役「多羅尾伴内」の生みの親である。

## 来歴・人物
現在の北海道滝川市に生まれる。
マキノ・プロダクションに入社、同社で初めて採用されたのはオリジナルストーリーであった。中川信夫が脚本化し、マキノ正博が監督したこの『浪人太平記』は、1931年（昭和6年）3月19日に公開された。同年のマキノ解散後は、高村正次が興した「正映マキノキネマ」で1932年（昭和7年）、マキノ正博が「青山正雄」名義で監督した『喧嘩道中記』、おなじくマキノが監督した『二番手赤穂浪士』の2作にオリジナル脚本を書いた。同年、マキノとともに日活に入社、ひきつづきマキノとのコンビで野村胡堂原作の『七人の花嫁』の脚本を書き、荒井良平らにも脚本を提供したが、マキノの日活馘首後は、1934年（昭和9年）、嵐寛寿郎プロダクションに移籍した。同社では、『喧嘩一代』のオリジナル脚本、大仏次郎原作の『鞍馬天狗』全3篇、行友李風原作の『月形半平太』の脚本を執筆した。
マキノ正博の録音研究による雌伏時代も、マキノによく協力し、1935年（昭和10年）11月、マキノによる「マキノトーキー製作所」の設立に参加、翌1936年（昭和11年）1月に発表になった同社の陣容では、脚本部の筆頭に名をつらねた。1937年（昭和12年）4月の同社の解散後、マキノが日活に1冊の脚本を手に売り込みに行くわけだが、それは比佐が書いた吉川英治原作の『恋山彦』であった。マキノとともに日活京都撮影所に入社する。
1941年（昭和16年）1月の日活の製作部門と新興キネマ、大都映画の合併による大映の設立以降も大映に残ったが、1943年（昭和18年）、マキノとともに松竹下加茂撮影所に入社、同年8月1日付で発令、発表された同社の人事で、下加茂撮影所長・牧野正博、企画部長・牧野満男、製作部長・辻吉郎とともに脚本部長として名を連ね、マキノにひきつづき協力した。
第二次世界大戦後の1946年（昭和21年）、新体制下の大映京都撮影所で、オリジナル脚本『七つの顔』が松田定次監督、片岡千恵蔵主演で映画化、これがオリジナルキャラクター「多羅尾伴内」の初登場作品となる。以降、片岡の当たり役となった。1949年（昭和24年）以降は東横映画、1951年（昭和26年）の3社合併後の東映京都撮影所で脚本を書きつづけ、二本立て上映の元祖となり「比佐天皇」と呼ばれた。1965年（昭和40年）東映京都の合理化を進める岡田茂に引退させられたが、1973年（昭和48年）にNET（のちのテレビ朝日）の「長谷川伸シリーズ」で植木等を主演にした『江戸の花和尚』の脚本を書き、これが遺作となった。
1981年（昭和56年）12月17日に死去。76歳没。

## 作品

### 金田一耕助シリーズ
東横映画で製作された横溝正史原作の金田一耕助シリーズ（片岡千恵蔵主演）の脚本を担当しているが、横溝によれば、比佐は「原作の持つアクの強さに理解がある」上に「原作を読んでいる観客でもあっといわせてみせるという自信家」で、真犯人はすべて原作とは異なっている。横溝は「私は私でいたって寛容の精神にとんでいるから、シナリオを読むたびにオンヤオヤと思いながら、それでも映画が当たるなら結構ではないかと、かえって面白がっていたものである」と回顧する一方、「作者としてはこいねがわくば原作どおりにやってほしい」と不満の意も示している。

## おもなフィルモグラフィ
嵐寛寿郎プロダクション
『月形半平太』（1935年、監督：山本松男、原作：行友李風）　※部分発声映画
マキノ・トーキー
『松平外記』（1936年　監督松田定次）　※30分不完全版が発掘・復元
『忠治活殺剱』（1936年、監督：久保為義・マキノ正博、原作：伊藤大輔）　※48分不完全版が発掘・復元
日活京都撮影所
『鍔鳴浪人 前篇』（1939年　監督：荒井良平、原作：角田喜久雄）　※ロシア・ゴスフィルモフォンドで発見
『鍔鳴浪人 後篇』（1940年、監督：荒井良平、原作：角田喜久雄）　※ロシア・ゴスフィルモフォンドで発見
『成吉思汗』（1943年、監督：松田定次・牛原虚彦）　※67分のみ現存
東横映画
『三本指の男』（1947年、監督：松田定次）
『獄門島』（1949年、監督：松田定次）
『獄門島 解明篇』（1949年、監督松田定次）
『八ツ墓村』（1951年、監督：松田定次）
『悪魔が来りて笛を吹く』（1954年、監督：松田定次）
『三つ首塔』（1956年、監督：小林恒夫・小沢茂弘）

## ビブリオグラフィ
- 『多羅尾伴内 - 七つの顔をもつ男』、共著小池一夫・石ノ森章太郎、小池書院（道草文庫）、1997年

第1巻 ISBN 4883157660、第2巻 ISBN 4883157679、第3巻 ISBN 4883157687、第4巻 ISBN 4883157695

## 註
1. ↑  raizofan.netサイト内の「比佐芳武」の記述を参照。
2. 1 2  マキノ雅裕『映画渡世 天の巻 - マキノ雅弘自伝』（平凡社、1977年 / 新装版、2002年 ISBN 4582282016）、初版 p.246、p.280、pp.338-374の記述を参照。
3. ↑  立命館大学衣笠キャンパスの「マキノ・プロジェクト」サイト内の「松竹下加茂撮影所」の記述を参照。
4. ↑  大宅壮一『群像断裁』(文藝春秋新社）P.107
5. ↑  春日太一『あかんやつら 東映京都撮影所血風録』文藝春秋、2013年、pp.217-218
6. ↑  横溝正史『真説 金田一耕助』角川書店〈角川文庫〉、1979年1月5日、19頁。